# Lethrus politus
Lethrus politus är en skalbaggsart som beskrevs av Semyon Martynovich Solsky 1876. Lethrus politus ingår i släktet Lethrus och familjen tordyvlar. Inga underarter finns listade i Catalogue of Life.